# Porwanie dziewic
Porwanie dziewic (rum. Răpirea fecioarelor) – rumuński film płaszcza i szpady z 1968 roku w reżyserii Dinu Cocei. Drugi film z serii Haiducii.

## Fabuła
Początek XIX wieku. Oddziały Turków, dowodzone przez przerażającego paszę Widynia – Pasvanoglu okrutnie plądrują Wołoszczyznę, nie napotykając żadnego sprzeciwu ze strony rządzących nią fanariotów. Podczas jednego z napadów na wieś porwanie ludności w niewolę zostaje powstrzymane przez hajduków dowodzonych przez Amzę, a Turcy uprzednio upokorzeni uciekają w popłochu. Răspopitul, jeden z hajduków odkrywa list od żony hospodara Hangerli – Damy Haricleei, która chcąc usunąć męża z tronu na rzecz swego syna Hrisantiego, działa w porozumieniu z Pasvanoglu.
Hajducy wracają do rodzinnej wsi. Matka Amzy wytyka synowi, że wciąż się nie ożenił z Anițą. Na domiar złego dowiaduje się, że jego siostra Ioana zaszła w ciążę z jednym z jego podwładnych, Scarlatem. Tymczasem w Widyniu Pasvanoglu dowiaduje się od Maillarda, swego doradcy z Francji, że Hangerli może liczyć na poparcie sułtana Selima III, któremu niegdyś Pasvanoglu się zbuntował. Oboje liczą, że układ z Haricleeą zbliży ich do potęgi równej Napoleonowi. Haricleea w tajemnicy przed mężem wymusza na skarbniku Dudescu sfałszowanie listu, mówiącego o ucieczce hospodara z trybutem należnym Wysokiej Porty do Ameryki. Za jej namowami hospodar, mający problemy z opłaceniem sułtanowi trybutu, wysyła Hrisantiego, będącego jego pasierbem, do klasztoru w Surpatele.
Hrisanti, będący głupim i roszczeniowym obżartuchem, traktuje to jako złośliwość ojczyma, w którym widzi uzurpatora do tronu. Hajducy Amzy porywają go, by powstrzymać rozboje Pasvanoglu. Odbywa się ślub Ioany i Scarlata, jednak hajducy muszą opuścić wesele, gdy dowiadują się o grabieży Corlătești przez bojara Belivacă. Niestety, pod nich nieobecność oddziały Pazvanoglu atakują wieś porywając młode kobiety, w tym Ioanę, i brutalnie mordują Scarlata. Anița unika losu współbratymek udając kochankę Hrisantiego i oboje trafiają do widyńskiej twierdzy.
Wkrótce tam gości zaprzyjaźniona z hajdukami i Anițą Cyganka Fira, która pośredniczy w przekazaniu hajdukom planu odbicia kobiet. Przebrani hajducy przechodzą przez muzułmański cmentarz, w którym są lochy prowadzące do twierdzy Pasvanoglu. Wpadają oni jednak w pułapkę. Z Pasvanoglu współpracuje też Belivacă licząc na własny harem i tym celu przechodzi na islam. Ceremonię tę przerywa jego żona Marghiolița, wściekła za wielokrotne zdrady i ściga go po całym Widyniu. Korzystając z zamieszania Anița otwiera tajne przejście ratując tym samym życie hajdukom.
Haricleea mająca w zanadrzu kolejny plan mówi hospodarowi o rzekomym spisku bojarów, co daje mu pretekst do ich ścięcia i zagrabienia ich majątków jako trybut dla Wysokiej Porty. Jednak w wyniku intryg żony Hangerli zostaje zabity z rozkazu sułtana. Haricleea ucieka z trybutem do Widynia, gdzie Pasvanoglu urządza przyjęcie. Hajducy z pomocą Anițy wchodzą do pałacu paszy i uwalniają dziewczyny, lecz muszą walczyć ze strażnikami. Amza toczy pojedynek z Pasvanoglu, którego zabija poprzez defenestrację. Hajdukom po wykiwaniu żołnierzy bezpiecznie uciekają z ocalonymi dziewczynami. W chaosie walk ginie uciekający Hrisanti, tym samym niwecząc plany Haricleei co do wołoskiego tronu.

## Obsada
- Emanoil Petruț – kapitan Amza
- Marga Barbu – Anița
- Olga Tudorache – Dama Haricleea
- George Constantin – pasza Osman Pasvanoglu
- Marian Hudac – beyzade Hrisanti
- Toma Caragiu – hajduk Răspopitul
- Mihai Pălădescu – Maillard
- Gheorghe Ionescu-Gion – hospodar Hangerli
- Colea Răutu – Ibrahim
- Florin Scărlătescu – skarbnik Dudescu
- Ecaterina Paraschivescu – Ioana
- Ileana Buhoci-Gurgulescu – Fira
- Jean Constantin – Parpanghel
- Tanți Cocea – matka Amzy
- Telly Barbu – niańka
- Elena Caragiu – porwana dziewica
- Alexandru Giugaru – bojar Hristea Belivacă
- Draga Olteanu-Matei – Marghiolița Belivacă
- Aimée Iacobescu – Catrina Dobre
- Lucia Boga – porwana dziewica
- Marin Moraru – hajduk Dascălu
- Constantin Guriță – hajduk Duduveică
- Ernest Maftei – hajduk Mitrună
- Jean Lorin Florescu – zausznik Haricleei

## Premiera
Porwanie dziewic miało premierę w rumuńskich kinach 12 marca 1968 roku.
Polska premiera filmu odbyła się w grudniu 1968 roku i był dystrybuowany z dokumentem Głód broni Macieja Sieńskiego.

## Odbiór
Porwanie dziewic odniosło wielki sukces wśród publiczności, obejrzało go 5,3 mln widzów w rumuńskich kinach, o czym świadczy rejestr frekwencji filmowej do 31 grudnia 2007 roku, utworzony przez Centrul Național al Cinematografiei.